# Комарово (Чечня)
Комарово (рос. Комарово) — село у Надтеречному районі Чечні Російської Федерації.
Населення становить 1423 особи (2019). Входить до складу муніципального утворення Комаровське сільське поселення.

## Історія
Згідно із законом від 20 лютого 2009 року органом місцевого самоврядування є Комаровське сільське поселення.

## Населення
| 1990  | 2002  | 2010  | 2012  | 2013  | 2014  | 2015  |
| ----- | ----- | ----- | ----- | ----- | ----- | ----- |
| 1337  | ↗1355 | ↘1284 | ↗1307 | ↗1332 | ↗1334 | ↗1363 |
| 2016  | 2017  | 2018  | 2019  |       |       |       |
| ↗1369 | ↗1382 | ↗1391 | ↗1423 |       |       |       |